# Erebus strigipennis
Erebus strigipennis är en fjärilsart som beskrevs av Moore 1883. Erebus strigipennis ingår i släktet Erebus och familjen nattflyn. Inga underarter finns listade i Catalogue of Life.

## Bildgalleri

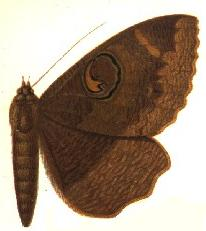